# Puerto Rico op de Olympische Winterspelen 1994
Tijdens de Olympische Winterspelen van 1994, die in Lillehammer (Noorwegen) werden gehouden, nam Puerto Rico voor de vierde keer deel.

## Deelnemers en resultaten
(m) = mannen, (v) = vrouwen 

### Bobsleeën
| Olympiër                                                | Discipline                  | Resultaat | Prestatie                                        |
| ------------------------------------------------------- | --------------------------- | --------- | ------------------------------------------------ |
| John Amabile Jorge Bonnet                               | 2-mansbob (m) Puerto Rico I | 40e       | 3.41,21 (+10,40) (55,18 / 55,46 / 55,38 / 55,19) |
| Liston Bochette José Ferrer Jorge Bonnet Douglas Rosado | 4-mansbob (m) Puerto Rico I | 25e       | 3.34,02 (+6,24) (53,52 / 53,50 / 53,57 / 53,43)  |

Amerikaanse Maagdeneilanden · Amerikaans-Samoa · Andorra · Argentinië · Armenië · Australië · België · Bermuda · Bosnië en Herzegovina · Brazilië · Bulgarije · Canada · Chili · China · Chinees Taipei · Cyprus · Denemarken · Duitsland · Estland · Fiji · Finland · Frankrijk · Georgië · Griekenland · Groot-Brittannië · Hongarije · IJsland · Israël · Italië · Jamaica · Japan · Kazachstan · Kirgizië · Kroatië · Letland · Liechtenstein · Litouwen · Luxemburg · Mexico · Moldavië · Monaco · Mongolië · Nederland · Nieuw-Zeeland · Noorwegen · Oekraïne · Oezbekistan · Oostenrijk · Polen · Portugal · Puerto Rico · Roemenië · Rusland · San Marino · Senegal · Slovenië · Slowakije · Spanje · Trinidad en Tobago · Tsjechië · Turkije · Verenigde Staten · Wit-Rusland · Zuid-Afrika · Zuid-Korea · Zweden · Zwitserland